# Euxoa adjemi
Euxoa adjemi är en fjärilsart som beskrevs av Brandt 1941. Euxoa adjemi ingår i släktet Euxoa och familjen nattflyn. Inga underarter finns listade i Catalogue of Life.